# Natasha Illum Berg
Natasha Illum Berg (* 1971) ist eine dänisch-schwedische Schriftstellerin und Berufsjägerin. Sie entstammt einer Familie schwedisch-dänischer Abenteurer und ist Enkelin des schwedischen Ornithologen, Tierfotografen und Jägers Bengt Berg. Sie besitzt als einzige Frau in Tansania eine Berufsjägerlizenz (Professional Hunter, PH) und ist spezialisiert auf Büffeljagd und exklusive Safaris.

## Bücher (Auswahl)
Bisher wurden zwei Bücher veröffentlicht, die in fünf Sprachen vorliegen:
- Floder af rød jord : i lære som storvildtjæger i Afrika (dänisch), Rosinante Kopenhagen 2000, ISBN 87-621-0154-4.
  - deutsch von Gabriele Haefs: Ströme aus roter Erde – mein Leben als Grosswildjägerin in Afrika. Eichborn Frankfurt 2001, ISBN 3-8218-1694-5; Ausgabe in Blindenschrift: DZB Leipzig 2003 (2 Bände)
  - weitere Ausgaben in Niederländisch, Schwedisch und Tschechisch
- Tea on the Blue Sofa: Whispers of Love and Longing from Africa, Fourth Estate London 2004, ISBN 0-00-717869-7.
  - weitere Ausgabe in Niederländisch